# Weltschmerz
Weltschmerz ist ein zuerst von Jean Paul geprägter Begriff für ein Gefühl der Trauer und schmerzhaft empfundener Melancholie, das jemand über seine eigene Unzulänglichkeit empfindet, die er zugleich als Teil der Unzulänglichkeit der Welt, der bestehenden Verhältnisse betrachtet. Er geht oft einher mit Pessimismus, Resignation oder Realitätsflucht. Das Deutsche Wörterbuch von Jacob und Wilhelm Grimm benennt Weltschmerz als tiefe Traurigkeit über die Unzulänglichkeit der Welt.
Nachträglich wurde der Begriff insbesondere auf eine Geisteshaltung und deren literarischen Ausdruck der Romantik (beispielsweise Joseph Freiherr von Eichendorff, Charles Baudelaire, Clemens Brentano, Lord Byron, François-René de Chateaubriand, Hermann Hesse, Nikolaus Lenau, Alfred de Musset, Jean Paul, Paul Verlaine, Oscar Wilde) übertragen. Heinrich Heine beschrieb ihn als „Schmerz über die Vergänglichkeit irdischer Herrlichkeit“; Thomas Mann umschrieb ihn mit „Lebenswehmut“.
Am Rande der musikalischen New-Wave-Popkultur des 20. Jahrhunderts wurde Weltschmerz wieder zu einem wichtigen Thema, etwa in den Liedtexten der britischen Spoken-Word-Künstlerin Anne Clark. Der schottische Sänger und Musiker Fish nannte sein 2020 erschienenes Album Weltschmerz.
Weltschmerz ist ein in vielen Sprachen verbreiteter Germanismus, darunter im Dänischen, Englischen, Italienischen, Polnischen, Schwedischen, Niederländischen, Französischen, Spanischen, Katalanischen und Portugiesischen.